# Borderlands (filme)
Borderlands é um filme americano do gênero comédia de ação e ficção científica dirigido por Eli Roth, a partir de um roteiro coescrito com Craig Mazin (mas no lugar do nome deste, coassinado por "Joe Crombie"), baseado na série de videogame de mesmo nome desenvolvida pela Gearbox Software e publicada pela 2K, e estrela um elenco com Cate Blanchett, Kevin Hart, Jack Black e Jamie Lee Curtis. O filme é produzido por Ari e Avi Arad e Erik Feig, sob suas produtoras Arad Productions e Picturestart, respectivamente.
Borderlands foi lançado em 09 de agosto de 2024 nos Estados Unidos pela Lionsgate.

## Elenco
- Cate Blanchett como Lilith
- Kevin Hart como Roland
- Jack Black como a voz do robô Claptrap
- Jamie Lee Curtis como Dr.ª Patricia Tannis
- Ariana Greenblatt como Tiny Tina
- Florian Munteanu como Krieg
- Haley Bennett como a mãe de Lilith
- Édgar Ramírez como Atlas
- Olivier Richters como Krom
- Janina Gavankar como Comandante Knoxx
- Gina Gershon como Mad Moxxi
- Cheyenne Jackson como Jakobs
- Charles Babalola como Hammerlock
- Benjamin Byron Davis como Marcus
- Steven Boyer como Scooter
- Ryann Redmond como Ellie
- Bobby Lee como Larry

Além disso, Penn Jillette teria uma participação especial no filme como um pregador numa cerimônia de casamento, depois de dar voz a Pain (da dupla de vilões Pain and Terror) no jogo Borderlands 3; porém, sua cena foi cortada da versão final do filme.

## Produção
Uma adaptação cinematográfica da série de videogames Borderlands foi anunciada pela primeira vez em agosto de 2015, com a Lionsgate desenvolvendo o projeto com Ari e Avi Arad da Arad Productions como produtores. Em fevereiro de 2020, Eli Roth foi contratado para dirigir o filme a partir de um roteiro escrito por Craig Mazin, com Erik Feig se juntando como produtor por meio de sua produtora Picturestart. Cate Blanchett entrou em negociações para interpretar a personagem Lilith em maio de 2020, com a Lionsgate confirmando que ela estrelaria no final do mês. Kevin Hart foi confirmado para interpretar Roland em janeiro de 2021. Em fevereiro, Jamie Lee Curtis foi escalada para interpretar a Dra. Patricia Tannis, com Jack Black escalado para fazer a voz de Claptrap. No mês seguinte, Ariana Greenblatt e Florian Munteanu foram escalados como Tiny Tina e Krieg respectivamente, com Haley Bennett escalada para um papel não revelado.
As filmagens começaram oficialmente em 1º de abril de 2021, na Hungria, e terminaram em 22 de junho. Édgar Ramírez, Olivier Richters e Janina Gavankar se juntaram ao elenco no mesmo mês ao lado de Gina Gershon, Cheyenne Jackson, Charles Babalola, Benjamin Byron Davis, Steven Boyer, Ryann Redmond e Bobby Lee. Penn Jillette, que havia sido dublador em Borderlands 3 como Pain, revelou que ele deveria filmar cenas para um pequeno papel no filme como pregador.
Em 4 de junho de 2021, as primeiras imagens do elenco foram divulgadas. As imagens em preto e branco obscureciam tudo, exceto as silhuetas do elenco.

## Música
Em junho de 2021, Nathan Barr foi anunciado como o compositor da trilha sonora do filme, tendo anteriormente colaborado com Roth em alguns de seus trabalhos anteriores.

## Marketing
Durante o painel da Lionsgate na CinemaCon 2022, foi exibido aproximadamente um minuto de cenas exclusivas.

## Lançamento
Borderlands foi lançado nos cinemas dos Estados Unidos pela Lionsgate em agosto de 2024.